# David Berkowitz
David Berkowitz, (Brooklyn, 1953. június 1. –) sorozatgyilkos "Sam fia", vagy "44 kaliberes gyilkos" néven került a köztudatba. 1977-ben tartotta rettegésben New York városát. Összesen hat ember megölésével gyanúsították meg, ebből kettőt ismert el.
Feltehetően nem ő felelős az összes bűncselekményért. Maury Terry nyomozása alapján megállapítható, hogy a „The Children” nevű szekta tagjai felelősek a támadásokért. Az első gyanús nyom a tanúvallomások alapján készült fantomképek voltak. Hiszen hogyan is lehetne David Berkowitz 180 centiméter magas, szőke férfi...

## Gyermekkora
David Berkowitz (születési neve: Richard David Falco) anyja, Betty Falco, akinek férje Tony Falco volt. Tőle egy lánya is született, mielőtt elváltak volna. Ezek után volt egy futó kapcsolata Joseph Kleinmann-nal, aki teherbe ejtette. A férfi felajánlotta, hogy vetessék el a gyereket, de a nő nem akarta, és a gyereket Tony Falco gyerekeként ismerte el.
Davidet, mielőtt még egyhetes lett volna, Nathan és Pearl Berkowitz örökbe fogadta, tőlük kapta új nevét is.
John Vincent Sanders így írt David gyermekkoráról: „...némileg nyugtalanító. Bár átlagon felüli intelligenciával rendelkezett, valamiért elvesztette a tanulás örömét. Első bűncselekményei kisebb összegű lopásokkal, valamint piromániával kezdődtek.” Anyja mellrákban halt meg, mikor ő még csak tizenhárom éves volt. Ettől kezdve gyerekkora egyre feszültebb lett. Nem szerette nevelőapja új feleségét, aki kihasználta Berkowitzot. Később azt állította, mostohahúgát nagyon érdekelte a mágia és az okkultizmus.
1969-ben ellátogatott a woodstocki fesztiválra. 1971-ben csatlakozott a hadsereghez, amíg 1974-ben le nem szerelték. Elkerülte a vietnámi háborúban való szolgálatot, helyette az Államokban és Dél-Koreában szolgált.
1974-ben megkereste szülőanyját, Betty Falcót. Rájött, hogy törvénytelenül fogant és született, ami nagyon rosszul esett neki, ezért már csak féltestvérével, Roslynnel tartotta a kapcsolatot.
Letartóztatásakor az Egyesült Államok postájánál dolgozott.

## Szekták
Állítása szerint 1975-ben csatlakozott egy szektához, melyben eleinte ártalmatlan dolgokat műveltek, például megjósolták a jövőjüket, szeánszokat végeztek, ám fokozatosan durvulni kezdett a helyzet. A csoport megismertette a drogokkal, a szadista pornográfiával és az erőszakos bűncselekményekkel. Kutyákat gyilkoltak, javarészt német juhászokat. Több, mint egy tucat kutyaholttestet találtak Yonkersben, ahol a szekta sokszor gyűlt össze.

## Támadások

### Az első támadás
Berkowitz azt állította, hogy az első támadása nők ellen 1975 végén történt, amikor karácsony estéjén egy késsel megtámadott két nőt. Egy állítólagos áldozatot soha nem azonosítottak, de mindkét áldozatot elég komolyan sebesítette meg. Az azonosított nőt, aki a támadás után sokáig kórházban volt, Michelle Formannek hívták. Nem sokkal ezek után egy lakásba költözött, Yonkersben.

### Áldozatai
- Donna Lauria (18) és Jody Valenti (19). 1976. július 29-én meglőtte őket. Donna belehalt sérüléseibe.
- Carl Denaro (20) és Rosemary Keenan (21). 1976. október 23-án meglőtte őket. Mindketten túlélték.
- Donna DeMasi (16) és Joanne Lomino (18). 1976. november 26-án támadta meg őket egy szektatag, John Carr, Berkowitz ötletéből. Joanne deréktól lefelé megbénult, DeMasi kevesebb sebet szerzett, de mindketten túlélték.
- Christine Freund (26) és John Diel (30). Christine Freund a kórházban halt meg, John Diel túlélte. Egy szektatag lőtt, álneve "Manson II" volt. (Azért szerepelnek Berkowitz áldozatai között, mert ő eszelte ki a bűncselekményt.)
- Virginia Voskerichian (19). Fejbe lőtték. Később Berkowitz azt vallotta, ő is ott volt, de egy nő lőtt.
- Alexander Esau (20) és Valentina Suriani (18). 1977. április 17-én lőtték le őket. Mindketten belehaltak sérüléseikbe.
- Sal Lupo (20) és Judy Placido (17). 1977. június 26-án lőtte meg őket Michael Carr. Mindketten túlélték. (Azért szerepelnek Berkowitz áldozatai között, mert ő eszelte ki a bűncselekményt.)
- Stacy Moskowitz (20) és Robert Violente (20). 1977. július 31-én lőtték meg őket. Stacy Moskowitz meghalt, Robert Violente túlélte, bár egyik szemére megvakult, a másikra pedig csak alig lát.

## Sajtó és nyilvánosság
1977. március 10-én egy sajtókonferencián kijelentették, ugyanaz a pisztoly ölte meg Donna Lauriát és Virginia Voskerichiant. Az ügy nyilvánosságra került: benne volt a televízióban, újságokban, rádióban, így kiadva az összes részletet és találgatást. Berkowitz végül bevallotta tetteit, és a Carr fivéreket is feladta.

## Fordítás
Ez a szócikk részben vagy egészben  a   David_Berkowitz című angol Wikipédia-szócikk fordításán alapul.  Az eredeti cikk szerkesztőit annak laptörténete sorolja fel. Ez a jelzés csupán a megfogalmazás eredetét és a szerzői jogokat jelzi, nem szolgál a cikkben szereplő információk forrásmegjelöléseként.